# NGC 2731
NGC 2731 (другие обозначения — UGC 4741, MCG 2-23-21, ZWG 33.48, ZWG 61.45, IRAS08594+0829, PGC 25376) — спиральная галактика (Sc) в созвездии Рака. Открыта Альбертом Мартом в 1864 году.
В галактике происходит заметное звездообразование. Отношение интенсивности эмиссионных линий [O III] λ5007 и Hβ всюду в галактике почти постоянно. В зависимости от положения и параметров щели при проведении спектроскопии, наблюдаемые параметры галактики меняются так, что ядро может классифицироваться как активное типа TO или LINER.
Этот объект входит в число перечисленных в оригинальной редакции «Нового общего каталога».